# Каюзак (Од)
Каюза́к (фр. Cahuzac) — коммуна во Франции, находится в регионе Лангедок — Руссильон. Департамент коммуны — Од. Входит в состав кантона Бельпеш. Округ коммуны — Каркасон.
Код INSEE коммуны — 11057.

## Население
Население коммуны на 2008 год составляло 33 человека.
| 1962 | 1968 | 1975 | 1982 | 1990 | 1999 | 2008 |
| ---- | ---- | ---- | ---- | ---- | ---- | ---- |
| 37   | 46   | 32   | 29   | 32   | 38   | 33   |

## Экономика
В 2007 году среди 21 человека в трудоспособном возрасте (15—64 лет) 17 были экономически активными, 4 — неактивными (показатель активности — 81,0 %, в 1999 году было 66,7 %). Из 17 активных работали 15 человек (9 мужчин и 6 женщин), безработными были 2 мужчин. Среди 4 неактивных 0 человек были учениками или студентами, 0 — пенсионерами, 4 были неактивными по другим причинам.